# Opponer
Opponer var en svensk musikgrupp från Stockholm inom proggrörelsen.
Opponer bildades våren 1973 efter att Arbetets söner & döttrar splittrats. Flera medlemmar, däribland Slim Lidén (flöjt, nyckelharpa, säckpipa, sång) kom från denna grupp, men i Opponer ingick bland annat även Peter Ahlbom och Gun Eriksson (båda fiol) från Agö fyr. Övriga medlemmar var Lasse Almestad (gitarr), Gunnel Dahlberg (sång, keyboards, fiol), Peter Ersson (nyckelharpa), Johanna Hellsing (sång), Lotta Håkansson (fiol), Kaj Isaksson (nyckelharpa), Jörgen Johansson (trummor), Nisse Ljung (gitarr, sång), Bengt Nordgren (trummor), Karin Näslund (piano, fiol), Anna Olofsson (sång), Kurt Stenlund (sång, gitarr), Åke Stenlund (sång, percussion), Mats Sönnfors (bas) och Lars Tumlin (munspel). 
Opponer spelade folk- och rockmusik, i vissa fall på samma gång, med politiska texter på svenska. År 1974 utgavs musikalbumet Gårdslåtar och 1975 singeln Alfa Blues/Till min make (OPP2) i samarbete med Alfa Laval-arbetarna i Tumba. Flera av medlemmarna i Opponer medverkade 1976 på albumet Ack, Värmland... (Oktober OSLP 515), utgivet av Kenneth Thorstensson innan han bildade Arvika Gammeldansorkester. Stenlund och Sönnfors var under 1980-talet medlemmar i folkmusikgruppen Skvattram.